# Adil al-Dżubajr
Adil ibn Ahmad al-Dżubajr (ar. عادل بن أحمد الجبير; ur. 1 lutego 1962 w Al-Madżmie) – saudyjski dyplomata, minister spraw zagranicznych Arabii Saudyjskiej w latach 2015–2018, w latach 2007–2015 ambasador Arabii Saudyjskiej w Stanach Zjednoczonych.

## Życiorys
Ukończył studia magisterskie w zakresie nauk politycznych i ekonomii na University of North Texas, z wyróżnieniem, w 1982. Dwa lata później uzyskał także magisterium w dziedzinie stosunków międzynarodowych na Georgetown University w 1984.
Od 1987 pozostaje w służbie dyplomatycznej Arabii Saudyjskiej. W latach 1987–1990 pracował w ambasadzie swojego kraju w Waszyngtonie jako specjalny asystent ambasadora. Następnie od 1990 do 1991 pracował w saudyjskim biurze informacyjnym powstałym w związku z operacją Pustynna Burza. Był członkiem saudyjskiej delegacji na konferencję pokojową w Madrycie w 1991 oraz na wielostronne rozmowy o kontroli zbrojeń w Waszyngtonie rok później. Również w 1992 przebywał w Somalii razem z saudyjskimi żołnierzami w ramach operacji Przywrócić Nadzieję.
Jesienią 2000 został oficjalnym doradcą ds. zagranicznych na dworze następcy tronu Arabii Saudyjskiej, zaś w latach 2005–2007 był jednym z doradców króla Abd Allaha ibn Abd al-Aziza.
W 2007 został ambasadorem Arabii Saudyjskiej w Stanach Zjednoczonych. Był pierwszą w historii osobą spoza saudyjskiej rodziny królewskiej, której powierzono to stanowisko.
W 2011 irańskie siły Ghods, jednostka specjalna w strukturze Korpusu Strażników Rewolucji Islamskiej, planowały zamach na jego życie, który ostatecznie nie doszedł do skutku, gdyż niedoszły zabójca ambasadora okazał się informatorem amerykańskiej Drug Enforcement Administration.
29 kwietnia 2015 król Salman ibn Abd al-Aziz mianował go ministrem spraw zagranicznych Arabii Saudyjskiej. Na stanowisku pozostał do 2018, gdy na jego miejsce powołano Ibrahima al-Asafa.
Oprócz ojczystego języka arabskiego włada językami angielskim i niemieckim.
Jest żonaty z Farah al-Fajiz. Mają trójkę dzieci, wychowują ponadto dwóch synów kobiety z pierwszego małżeństwa.